# معهد التاريخ الحديث للعلاقات الدولية
معهد التاريخ الحديث للعلاقات الدولية (بالفرنسية: Institut d'histoire des relations internationales contemporaines)‏ هو مركز أبحاث متخصص في العلاقات الدولية في القرنين التاسع عشر والعشرين.
الرئيس الحالي لهذا المعهد هو المؤرخ الفرنسي جورج هنري سوتو [الفرنسية]، وهو أستاذ في معهد الدراسات السياسية بباريس وعضو في معهد فرنسا.
تأسس معهد تاريخ العلاقات الدولية المعاصرة على يد المؤرخ بيير رينوفين في جامعة السوربون عام 1935. أضيف الطابع الرسمي على إنشائها بمرسوم 20 يناير 1936.